# Elixir (groupe)
Pour les articles homonymes, voir Elixir.
Elixir est un groupe britannique de heavy metal. Formé par Steve Bentley, Kevin Dobbs, Nigel Dobbs et Phil Denton en novembre 1983, il est connu pour être associé à la nouvelle vague du mouvement heavy metal britannique.

## Histoire

### 1983–1990
Le groupe passe le premier temps après sa formation à écrire des morceaux et à répéter. Après de brefs passages sous les noms de Purgatory et Hellfire, les membres décident finalement de nommer le groupe Elixir. Selon la biographie sur le site web du groupe, le nom est choisi par Steve Bentley en fermant les yeux et en mettant son doigt sur un mot au hasard dans un dictionnaire. A la recherche d'une chanteuse, Elixir recrute la chanteuse Sally Pike, mais après avoir enregistré une démo de quatre chansons et joue deux concerts ensemble, elle quitte le groupe à la fin de l'année. En 1984, Pike est remplacée par Paul Taylor, et plus tard la même année, le guitariste Norman Gordon rejoint le groupe pour occuper la place laissée vacante par Steve Bentley, qui est parti après qu'Elixir ait terminé sa deuxième démo.
En 1985, Elixir sort son premier single Treachery (Ride like the Wind) / Winds of Time. Ce single est chroniqué par Donnie James Dio dans Kerrang! (No 99), et reçoit un avis favorable. En 1986, le groupe enregistre son premier album The Son of Odin. Dans le no 137 (novembre 2005) du magazine Terrorizer, l'album figure parmi les 20 meilleurs albums de power metal de tous les temps, aux côtés de Painkiller de Judas Priest, Keeper of the Seven Keys : Part II de Helloween et King of the Dead de Cirith Ungol.
Elixir enregistre son deuxième album, initialement intitulé Sovereign Remedy en 1988 avec Mark White à la basse et l'ancien batteur d'Iron Maiden Clive Burr. Stevie Hughes remplace Burr pour les concerts du groupe en 1989. À la fin de l'année, Phil Denton quitte le groupe et est remplacé par Leon Lawson pour quelques concerts avant que le groupe ne quitte la scène. Leur deuxième album sort sur le label Sonic sous le nom de Lethal Potion en 1990. En 2004, l'album est réédité sous le nom de Sovereign Remedy sur le label TPL, comme il était prévu à l'origine, avec toutes les pistes, le mixage original et une nouvelle pochette.

### 2001–2012
En 2001, le groupe revient à la composition de Paul Taylor, Phil Denton, Norman Gordon, Kevin Dobbs et Nigel Dobbs et, en 2003, enregistre son troisième album The Idol, composé de morceaux écrits par le groupe dans les années 1980. Fort d'une popularité croissante, le groupe part en tournée dans différents pays tels que la Grèce, l'Allemagne et les États-Unis. Elixir enregistre son quatrième album Mindcreeper en 2006, qui est publié par Majestic Rock. Elixir sort l'album All Hallows Eve le 31 octobre 2010 sur son propre label CTR.
Entre 2006 et 2012, Elixir organise six éditions du British Steel Festival, apparaissant à l'affiche de chaque événement. À partir de 2008, le festival se déroule au Camden Underworld. Elixir se sépare en 2012, les membres Paul Taylor et Phil Denton ayant formé le groupe de metal/rock Midnight Messiah. Clive Burr décède un an plus tard, à la suite de complications liées à la sclérose en plaques.

### Depuis 2018
Après avoir écrit de nouveaux morceaux en 2018, le guitariste Phil Denton approche les autres membres du groupe en vue d'enregistrer un nouvel album. Paul Taylor, Norman Gordon et Nigel Dobbs acceptent tous de reformer le groupe, mais le bassiste Kevin Dobbs n'a pas souhaité s'impliquer dans le projet. L'album qui en résulte, Voyage of the Eagle, sort en 2020 avec Luke Fabian à la basse.
Le 7 mars 2020, Elixir s'est produit au Burr Fest, un concert de charité à Londres, au profit des personnes souffrant de sclérose en plaques, en mémoire de Clive Burr. Kevin Dobbs se produit au Burr Fest en guise d'adieu au groupe avant d'être remplacé par Mark Mulcaster. 

## Discographie

### Albums studio
- 1986 : The Son of Odin
- 1990 : Lethal Potion
- 2003 : The Idol
- 2006 : Mindcreeper
- 2010 : All Hallows Eve
- 2020 : Voyage of the Eagle

### Albums live
- 2006 : Elixir Live

### Singles
- 1985 : Treachery
- 2006 : Knocking on the Gates of Hell